# 镇海炼化

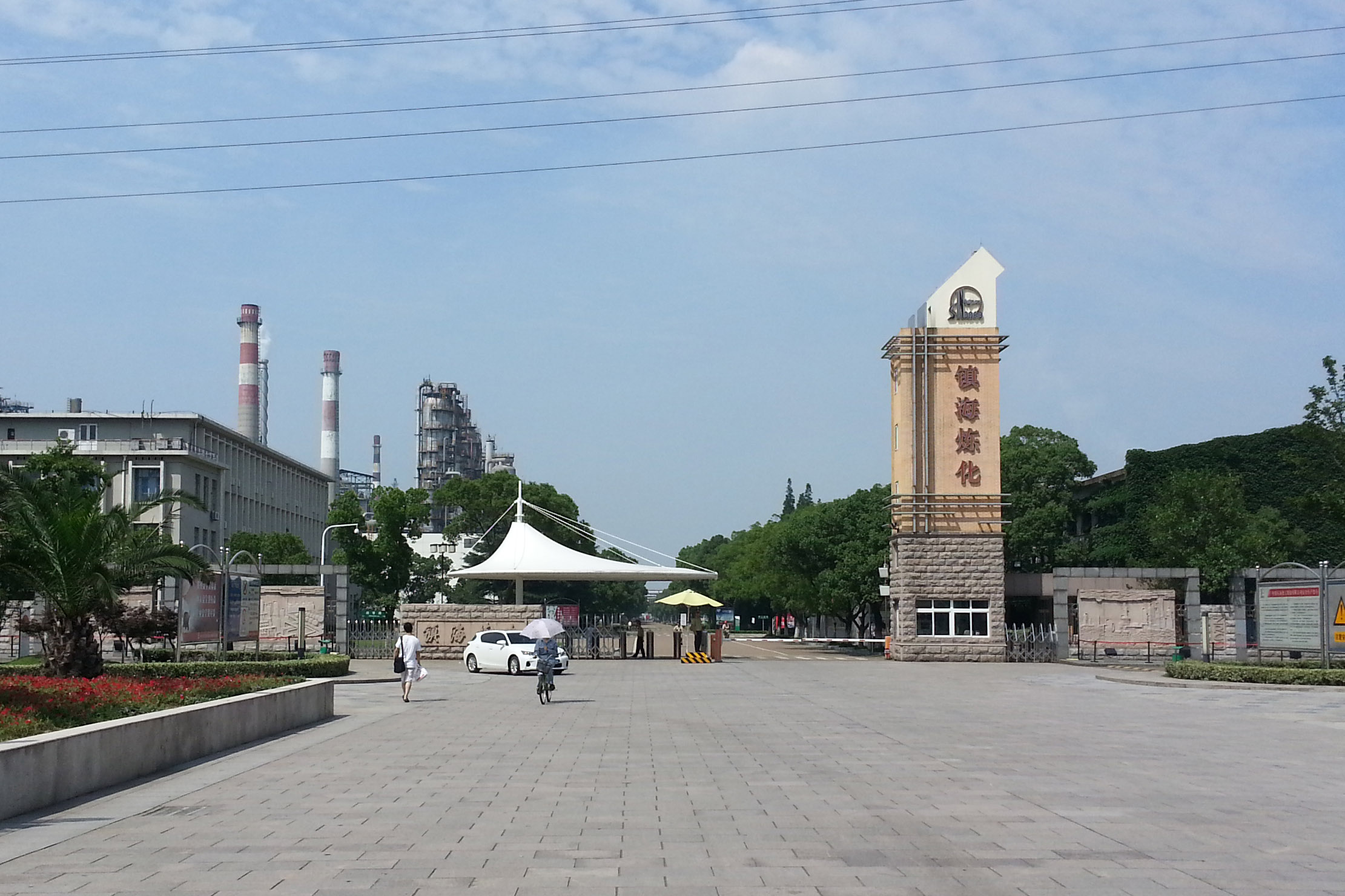
镇海炼化正门

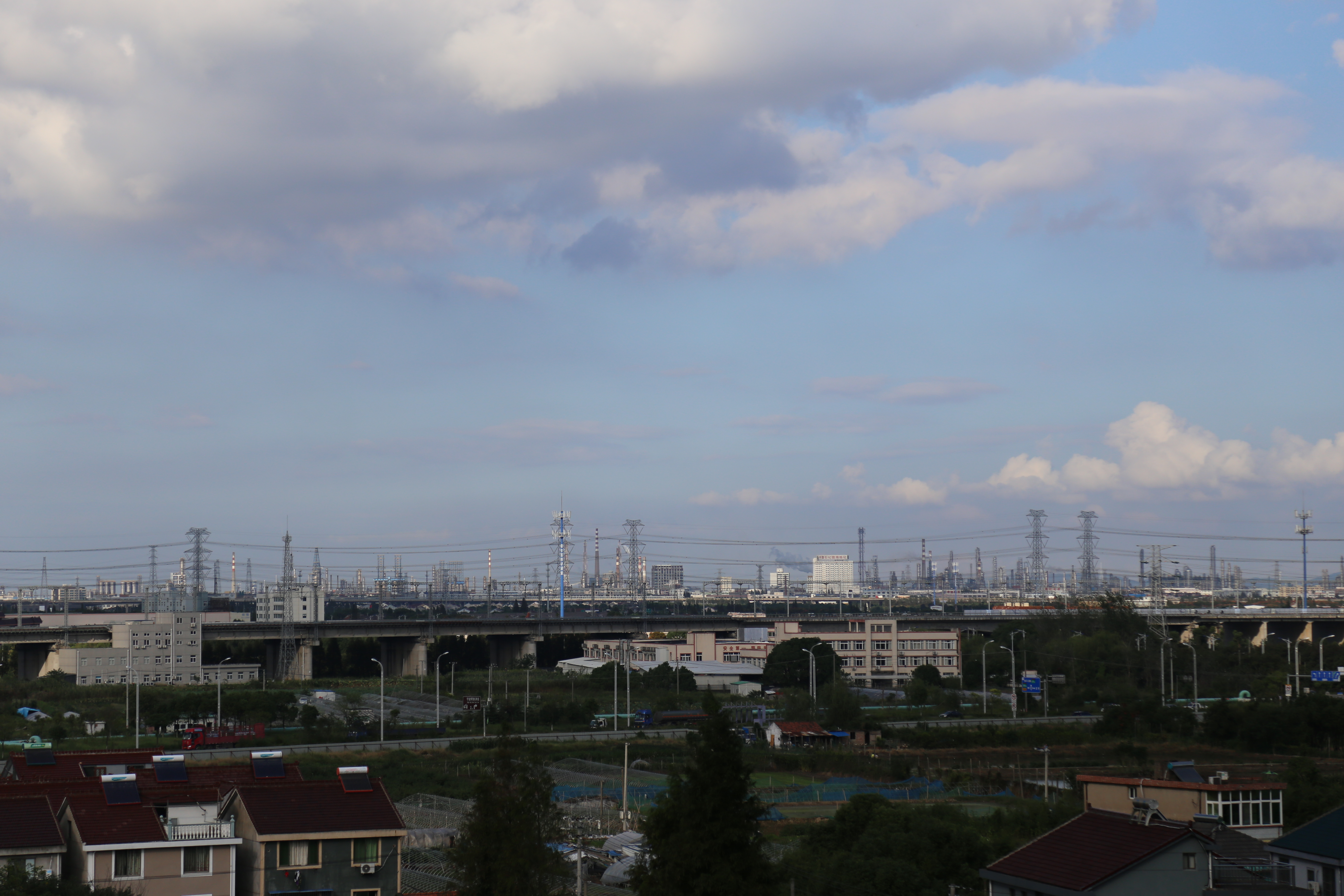
镇海炼化全景图

中國石化镇海炼化分公司，简称镇海炼化，原稱浙江炼油厂、浙江镇海石油化工厂、中国石油化工总公司镇海石油化工总厂、中國石化鎮海煉油化工股份有限公司、鎮海煉油化工股份有限公司等，（除牌當時為1128.HK）。為中国最大规模的炼油厂，也是亚太地区最大的炼油厂之一，屬於中国石化旗下公司。
位于中国浙江省宁波市镇海区，临近海岸，并与宁波舟山港配套。創辦於1974年9月20日，主要業務生产和销售各种规格的清洁汽油、优质柴油、航空煤油、液化气、高等级道路沥青、尿素、芳烃等40多个品种的优质石油化工产品，其中汽油、航空煤油、芳烃等多种产品出口美国、日本、印度、韩国、新加坡、香港、台湾等國。2010年，镇海炼化百万吨乙烯装置建成，镇海炼化成为中国大陆最大的炼油企业和乙烯生产基地。
2011年加工原油2198.6万吨，保持国内第一並再创历史新高；生产乙烯110.8万吨，第一个运行整年全面达标。
镇海炼化拥有2300万吨/年原油加工能力、100万吨/年芳烃、20万吨/年聚丙烯生产能力，4500万吨/年深水海运码头吞吐能力，以及超过300万立方米的储存能力，是国内最大的原油加工基地、进口原油加工基地、含硫原油加工基地、成品油出口基地和重要的原油集散基地。国际著名的所罗门咨询公司绩效评估报告显示，镇海炼化竞争能力居亚太地区72个炼厂第一组群。据美国《油气杂志》统计，镇海炼化年炼油能力居世界第17位。2009年12月，镇海炼化100万吨/年乙烯工程建成中交，成为国内最大的炼化一体化企业。
1994年12月2日成立股份有限公司，並在香港上市，1998年7月27日，中國石化進行大改組，轉為中國石化控股公司。2005年11月25日，公司已被中國石化控股公司以按照中國公司法第184條，透過寧波甬聯以吸收合併鎮海煉化之方式以將鎮海煉化私有化及修改鎮海煉化公司，以註銷公司H股10.60港元私有化通過，正式2006年3月23日退出香港股市。
2006年9月28日成立中国石油化工股份有限公司镇海炼化分公司。

## 外部連結
- 镇海炼化主页